# ImageJ
ImageJ是一個基於 Java 的影像處理軟體，由美國國立衛生研究院和隸屬於威斯康辛大學的光學與計算儀器實驗室所開發。ImageJ 可以作為線上小程式運作、可下載應用程式運行，也可以在任何具有 Java 5 或更高版本虛擬機的電腦上運行，適用於Microsoft Windows，Mac OS，Mac OS X，Linux，和Sharp Zaurus等平台。
ImageJ 可以顯示、編輯、分析、處理、儲存和列印 8 位元彩色和灰階、16 位元整數和 32 位元浮點影像，亦可以讀取多種影像檔案格式，包括 TIFF、PNG、GIF、JPEG、BMP、DICOM 和 FITS 以及原始格式。
ImageJ 支援影像堆疊，即共享單一視窗的一系列影像，並由於它是多執行緒的，進而可以在多 CPU 硬體上並行執行耗時的操作。ImageJ 也可以計算使用者定義的選擇和強度閾值物件的面積和像素值統計。除了基本的圖像操作（例如縮放、旋轉、扭曲、平滑）之外，ImageJ 還可以執行圖像的面積和像素統計、距離和角度計算、創建直方圖和剖面圖以及執行傅立葉變換。

## 外部連結
- ImageJ官方网站 （页面存档备份，存于）
- ImageJ维基文档 （页面存档备份，存于）
- Review of ImageJ by Forrest Mims III in The Citizen Scientist, the journal of the Society for Amateur Scientists。

### ImageJ的一些外掛程式
- ImageJ Plugin home （页面存档备份，存于）
- ImageJ Plugin Project （页面存档备份，存于） @ Sourceforge.net
- Bio-medical Imaging plugins （页面存档备份，存于）
- The Image Stabilizer plugin （页面存档备份，存于）:图像序列去抖动
- OptiNav plugin set：Aeroacoustics, real time histograms, deconvolutions.
- Large set of plugins by Gabriel Landini
- Albert Cardona's 3D editing plugins。
- Plugins for surface assessment （页面存档备份，存于） from GCSCA
- TrakEM2：a plugin for morphological data mining, image annotation and 3D modeling.